# PSV in het seizoen 2009/10
Dit is een pagina met diverse statistieken van voetbalclub PSV uit het seizoen 2009/2010. Het was het 54e opeenvolgende seizoen dat de club uit Eindhoven uitkwam in de hoogste divisie van het Nederlandse profvoetbal, de Eredivisie.

## Voorbeschouwing
Het seizoen 2008/09 verliep voor PSV uitermate teleurstellend. Onder leiding van Huub Stevens kwam de Eindhovense formatie niet verder dan een vierde plaats in de Eredivisie en in de strijd om de KNVB beker moest PSV al in de derde ronde afhaken, nadat met 1-0 van AZ werd verloren. In de Champions League kwamen de Eindhovenaren in een loodzware poule terecht. Met name Liverpool an Atlético Madrid bleken veel te sterk, maar ook tegen Olympique Marseille moest PSV het uiteindelijk afleggen en het Europese avontuur was daarmee al voor de kerst ten einde.
Als PSV komend seizoen weer als van ouds mee wil gaan doen om de prijzen moest er wat gebeuren. Het begon allemaal met het ontslag van Huub Stevens en het aanstellen van een nieuwe hoofdtrainer: Fred Rutten. Met Rutten kwamen ook de nieuwe assistenten Erik ten Hag en René Eijkelkamp.
Behalve de technische staf werd ook de spelersselectie onder handen genomen. Jérémie Bréchet en Edison Méndez kregen te horen dat ze konden vertrekken en keerden beiden terug naar hun vaderland. Centrale verdediger Eric Addo zette zijn verhuurperiode bij Roda JC om in een definitieve overgang. Ook Jason Čulina maakte de overstap naar een andere club. Hoewel de Australiër een nieuw contract kreeg aangeboden, besloot hij transfervrij de overstap naar Gold Coast United te maken. Tot slot was er nog het vertrek van Rens van Eijden. De jonge verdediger ging coach Dwight Lodeweges achterna naar N.E.C.
Naast de verkoop van dit vijftal, was er ook nog de verhuur van Mike Zonneveld en Género Zeefuik aan respectievelijk FC Groningen en FC Dordrecht.
Om het vertrek van zoveel spelers op te kunnen vangen, moest er vanzelfsprekend geïnvesteerd worden in een aantal nieuwe aankopen. Meest opvallende transfers waren die van André Ooijer en Orlando Engelaar. Ooijer keert na een driejarig avontuur bij Blackburn Rovers terug in Eindhoven. Engelaar volgt Fred Rutten vanuit Gelschenkirchen. De derde aankoop van PSV dit seizoen is die van Stanislav Manolev. De jonge Bulgaar komt over Litex Lovech.
Enkele dagen voor het sluiten van de transfermarkt maakte PSV bekend nog een verdediger aan zich te hebben gebonden. Jagoš Vuković maakt op huurbasis de overstap van FK Rad. De Servisch jeugdinternational tekent voor één seizoen en tijdens deze periode heeft PSV de mogelijkheid Vuković definitief over te nemen. Verder kondigde PSV het vertrek aan van Olivier ter Horst. De 20-jarige speler tekent een eenjarig contract bij Heracles Almelo.

## Selectie en technische staf

### Selectie

#### Doelverdediging
| Nr. | Nat.               | Naam             | Geboortedatum    | Geboorteplaats | Vorige club     | Contract tot |
| --- | ------------------ | ---------------- | ---------------- | -------------- | --------------- | ------------ |
| 1   | Vlag van Zweden    | Andreas Isaksson | 3 oktober 1981   | Trelleborg     | Manchester City | 2012         |
| 21  | Vlag van Nederland | Bas Roorda       | 13 februari 1973 | Assen          | FC Groningen    | 2010         |
| 31  | Vlag van Brazilië  | Cássio Ramos     | 6 juni 1987      | Veranópolis    | Grêmio          | 2012         |
| 41  | Vlag van Nederland | Jeroen Zoet      | 6 januari 1991   | Veendam        |                 |              |

#### Verdediging
| Nr. | Nat.               | Naam                       | Geboortedatum    | Geboorteplaats | Vorige club        | Contract tot |
| --- | ------------------ | -------------------------- | ---------------- | -------------- | ------------------ | ------------ |
| 2   | Vlag van Nederland | Jan Kromkamp               | 17 augustus 1980 | Makkinga       | Liverpool          | 2011         |
| 3   | Vlag van Mexico    | Carlos Salcido             | 2 april 1980     | Ocotlán        | Chivas Guadalajara | 2012         |
| 4   | Vlag van Mexico    | Francisco Javier Rodríguez | 20 oktober 1981  | Mazatlán       | Chivas Guadalajara | 2011         |
| 5   | Vlag van Servië    | Jagoš Vuković              | 10 juni 1988     | Vrbas          | FK Rad             | 2010         |
| 14  | Vlag van Nederland | Erik Pieters               | 7 augustus 1988  | Tiel           | FC Utrecht         | 2012         |
| 23  | Vlag van Nederland | André Ooijer               | 11 juli 1974     | Amsterdam      | Blackburn Rovers   | 2010         |
| 24  | Vlag van Nederland | Dirk Marcellis             | 13 april 1988    | Horst          | -                  | 2012         |
| 25  | Vlag van Bulgarije | Stanislav Manolev          | 16 december 1985 | Blagoëvgrad    | Litex Lovech       | 2012         |

#### Middenveld
| Nr. | Nat.               | Naam             | Geboortedatum    | Geboorteplaats | Vorige club | Contract tot |
| --- | ------------------ | ---------------- | ---------------- | -------------- | ----------- | ------------ |
| 6   | Vlag van België    | Timmy Simons     | 11 december 1976 | Diest          | Club Brugge | 2011         |
| 15  | Vlag van België    | Stijn Wuytens    | 8 oktober 1989   | Eksel          | -           | 2012         |
| 18  | Vlag van Nederland | Orlando Engelaar | 24 augustus 1979 | Rotterdam      | Schalke 04  | 2013         |
| 20  | Vlag van Nederland | Ibrahim Afellay  | 2 april 1986     | Utrecht        | -           | 2011         |
| 28  | Vlag van Nederland | Otman Bakkal     | 27 februari 1985 | Eindhoven      | -           | 2012         |
| 36  | Vlag van België    | Funso Ojo        | 28 augustus 1991 | Antwerpen      | -           | 2012         |
| 52  | Vlag van Nederland | Zakaria Labyad   | 9 maart 1993     | Utrecht        | -           | 2012         |

#### Aanval
| Nr. | Nat.               | Naam               | Geboortedatum     | Geboorteplaats | Vorige club   | Contract tot          |
| --- | ------------------ | ------------------ | ----------------- | -------------- | ------------- | --------------------- |
| 7   | Vlag van Zweden    | Ola Toivonen       | 3 maart 1986      | Degerfors      | Malmö FF      | 2012                  |
| 9   | Vlag van Nederland | Andy van der Meyde | 30 september 1979 | Arnhem         | Everton FC    | 2010 (optie tot 2012) |
| 10  | Vlag van Nederland | Danny Koevermans   | 1 november 1978   | Schiedam       | AZ            | 2011                  |
| 11  | Vlag van Nederland | Nordin Amrabat     | 31 maart 1987     | Naarden        | VVV-Venlo     | 2012                  |
| 22  | Vlag van Hongarije | Balázs Dzsudzsák   | 23 december 1986  | Nyírlugos      | Debreceni VSC | 2012                  |

### Transfers

#### Aangetrokken
| Speler             | Vorige club      | Contract tot |
| ------------------ | ---------------- | ------------ |
| André Ooijer       | Blackburn Rovers | 2010         |
| Orlando Engelaar   | Schalke 04       | 2013         |
| Stanislav Manolev  | Litex Lovech     | 2012         |
| Andy van der Meyde | Everton FC       | 2010         |
| Steve Olfers       | Aalborg BK       | amateurbasis |

#### Gehuurd
| Speler        | Vorige club | Contract tot   |
| ------------- | ----------- | -------------- |
| Jagoš Vuković | FK Rad      | 2010 (+ optie) |

#### Einde verhuur
| Speler        | Terug van        |
| ------------- | ---------------- |
| Stijn Wuytens | De Graafschap    |
| Cássio Ramos  | Sparta Rotterdam |
| Jonathan Reis | Tupi FC          |
| Reimond Manco | Willem II        |

#### Vertrokken
| Speler            | Naar club         |
| ----------------- | ----------------- |
| Eric Addo         | Roda JC           |
| Jason Čulina      | Gold Coast United |
| Jérémie Bréchet   | FC Sochaux        |
| Rens van Eijden   | N.E.C.            |
| Edison Méndez     | LDU Quito         |
| Olivier ter Horst | Heracles Almelo   |
| Jonathan Reis     | -                 |

#### Verhuurd
| Speler         | Aan          | Duur        |
| -------------- | ------------ | ----------- |
| Género Zeefuik | FC Dordrecht | 1 seizoen   |
| Mike Zonneveld | FC Groningen | 1 seizoen   |
| Stefan Nijland | Willem II    | 0,5 seizoen |
| Reimond Manco  | Juan Aurich  | 1 seizoen   |

### Technische staf
| Functie              | Naam                         |
| -------------------- | ---------------------------- |
| Hoofdcoach           | Fred Rutten                  |
| Assistent-trainer    | Erik ten Hag                 |
| Assistent-trainer    | René Eijkelkamp              |
| Assistent-trainer    | Phillip Cocu                 |
| Teammanager          | Mart van den Heuvel          |
| Fysiotherapeut       | Cees van der Linden          |
| Fysiotherapeut       | Eddy Pepels                  |
| Clubarts             | Cees-Rein van den Hoogenband |
| Clubarts             | Tjaarda Weber                |
| Keeperstrainer       | Anton Scheutjens             |
| Spitsentrainer       | Luc Nilis                    |
| Inspanningsfysioloog | Luc van Agt                  |
| Fysieke trainer      | Arno Philips                 |
| Materiaalverzorger   | Jan Formannoy                |

## Wedstrijden

### Voorbereiding
| Datum      | Thuis            | Uitslag | Uit       | Doelpuntenmakers (PSV)                                         | Bijzonderheden                         |
| ---------- | ---------------- | ------- | --------- | -------------------------------------------------------------- | -------------------------------------- |
| 27-06-2009 | RKSV Driel       | 0 - 10  | PSV       | Koevermans 4×, Jonathan 2×, Bakkal, Romario, Hutten, Ter Horst |                                        |
| 30-06-2009 | RKSV Mierlo-Hout | 0 - 10  | PSV       | Dzsudzsák 4×, Zhou 3×, Koevermans 2×, Amrabat                  |                                        |
| 01-07-2009 | De Valk          | 0 - 1   | PSV       | Koevermans                                                     |                                        |
| 04-07-2009 | UDI '19          | 0 - 4   | PSV       | Ooijer, Koevermans, Lazović, Bakkal                            |                                        |
| 07-07-2009 | RKC Waalwijk     | 2 - 2   | PSV       | Jonathan 2×                                                    |                                        |
| 11-07-2009 | Brøndby IF       | 1 - 2   | PSV       | Dzsudzsák, Lazović                                             | Wedstrijd om de Kjeld Rasmussen Cup IV |
| 18-07-2009 | Sivasspor        | 0 - 3   | PSV       | Dzsudzsák, Amrabat, Koevermans                                 |                                        |
| 21-07-2009 | KRC Genk         | 0 - 1   | PSV       | Toivonen                                                       |                                        |
| 25-07-2009 | PSV              | 5 - 1   | Team Cocu | Lazović 2×, Amrabat, Afellay, Koevermans                       | Afscheidswedstrijd Phillip Cocu        |

### Vriendschappelijk
| Datum/tijd             | Thuis   | Uitslag           | Uit                                                                | Informatie |
| ---------------------- | ------- | ----------------- | ------------------------------------------------------------------ | ---------- |
| 4 september 2009 18:00 |         |                   |                                                                    |            |
| PSV                    | 1 - 0   | Arminia Bielefeld | Sportpark De Bakenbos, Tegelen Toeschouwers: 450 Arbiter: Makkelie |            |
| Koevermans 35'         | (1 - 0) |                   | Sportpark De Bakenbos, Tegelen Toeschouwers: 450 Arbiter: Makkelie |            |

| Datum/tijd             | Thuis   | Uitslag         | Uit                                                                 | Informatie |
| ---------------------- | ------- | --------------- | ------------------------------------------------------------------- | ---------- |
| 13 november 2009 15:30 |         |                 |                                                                     |            |
| PSV                    | 1 - 0   | Valenciennes FC | Sportpark De Herdgang, Eindhoven Toeschouwers: 500 Arbiter: Janssen |            |
| Toivonen 15'           | (1 - 0) |                 | Sportpark De Herdgang, Eindhoven Toeschouwers: 500 Arbiter: Janssen |            |

### Eredivisie
| Datum/tijd                   | Thuis   | Uitslag                            | Uit                                                             | Informatie |
| ---------------------------- | ------- | ---------------------------------- | --------------------------------------------------------------- | ---------- |
| 2 augustus 2009 16:30        |         |                                    |                                                                 |            |
| PSV                          | 3 - 3   | VVV-Venlo                          | Philips Stadion, Eindhoven Toeschouwers: 33.000 Arbiter: Bossen |            |
| Amrabat 27' Toivonen 41' 82' | (2 - 0) | 53' Ahahaoui 60' Honda 85' Schaken | Philips Stadion, Eindhoven Toeschouwers: 33.000 Arbiter: Bossen |            |

| Datum/tijd            | Thuis   | Uitslag       | Uit                                                           | Informatie |
| --------------------- | ------- | ------------- | ------------------------------------------------------------- | ---------- |
| 9 augustus 2009 14:30 |         |               |                                                               |            |
| FC Twente             | 1 - 1   | PSV           | De Grolsch Veste, Enschede Toeschouwers: 23.700 Arbiter: Blom |            |
| Douglas 19'           | (1 - 1) | 25' Dzsudzsák | De Grolsch Veste, Enschede Toeschouwers: 23.700 Arbiter: Blom |            |

| Datum/tijd                       | Thuis   | Uitslag                      | Uit                                                           | Informatie |
| -------------------------------- | ------- | ---------------------------- | ------------------------------------------------------------- | ---------- |
| 16 augustus 2009 12:30           |         |                              |                                                               |            |
| PSV                              | 4 - 3   | Ajax                         | Philips Stadion, Eindhoven Toeschouwers: 33.500 Arbiter: Vink |            |
| Dzsudzsák 37' 54' Bakkal 50' 74' | (1 - 2) | 2' 39' Suárez 58' Emanuelson | Philips Stadion, Eindhoven Toeschouwers: 33.500 Arbiter: Vink |            |

| Datum/tijd                                   | Thuis   | Uitslag     | Uit                                                             | Informatie |
| -------------------------------------------- | ------- | ----------- | --------------------------------------------------------------- | ---------- |
| 23 augustus 2009 14:30                       |         |             |                                                                 |            |
| PSV                                          | 3 - 1   | NAC Breda   | Philips Stadion, Eindhoven Toeschouwers: 33.000 Arbiter: Luinge |            |
| Koevermans 63' 73' Rodríguez 79' Afellay 90' | (0 - 1) | 8' De Graaf | Philips Stadion, Eindhoven Toeschouwers: 33.000 Arbiter: Luinge |            |

| Datum/tijd             | Thuis   | Uitslag            | Uit                                                        | Informatie |
| ---------------------- | ------- | ------------------ | ---------------------------------------------------------- | ---------- |
| 30 augustus 2009 14:30 |         |                    |                                                            |            |
| FC Groningen           | 0 - 2   | PSV                | Euroborg, Groningen Toeschouwers: 22.000 Arbiter: Wegereef |            |
|                        | (0 - 0) | 66' 80' Koevermans | Euroborg, Groningen Toeschouwers: 22.000 Arbiter: Wegereef |            |

| Datum/tijd                          | Thuis   | Uitslag | Uit                                                           | Informatie |
| ----------------------------------- | ------- | ------- | ------------------------------------------------------------- | ---------- |
| 12 september 2009 18:45             |         |         |                                                               |            |
| PSV                                 | 3 - 0   | Roda JC | Philips Stadion, Eindhoven Toeschouwers: 33.000 Arbiter: Blom |            |
| Dzsudzsák 6' Manolev 51' Bakkal 90' | (1 - 0) |         | Philips Stadion, Eindhoven Toeschouwers: 33.000 Arbiter: Blom |            |

| Datum/tijd              | Thuis   | Uitslag                       | Uit                                                        | Informatie |
| ----------------------- | ------- | ----------------------------- | ---------------------------------------------------------- | ---------- |
| 20 september 2009 14:30 |         |                               |                                                            |            |
| Feyenoord               | 1 - 3   | PSV                           | De Kuip, Rotterdam Toeschouwers: 45.000 Arbiter: Braamhaar |            |
| Slory 23'               | (1 - 3) | 11' 20' Koevermans 37' Bakkal | De Kuip, Rotterdam Toeschouwers: 45.000 Arbiter: Braamhaar |            |

| Datum/tijd                         | Thuis   | Uitslag     | Uit                                                              | Informatie |
| ---------------------------------- | ------- | ----------- | ---------------------------------------------------------------- | ---------- |
| 26 september 2009 19:45            |         |             |                                                                  |            |
| PSV                                | 3 - 1   | Willem II   | Philips Stadion, Eindhoven Toeschouwers: 33.000 Arbiter: Kuipers |            |
| Bakkal 27' Lazović 32' Afellay 40' | (3 - 0) | 86' Demouge | Philips Stadion, Eindhoven Toeschouwers: 33.000 Arbiter: Kuipers |            |

| Datum/tijd           | Thuis   | Uitslag           | Uit                                                        | Informatie |
| -------------------- | ------- | ----------------- | ---------------------------------------------------------- | ---------- |
| 4 oktober 2009 14:30 |         |                   |                                                            |            |
| FC Utrecht           | 0 - 0   | PSV               | Galgenwaard, Utrecht Toeschouwers: 23.000 Arbiter: Nijhuis |            |
|                      | (0 - 0) | 27', 87' Dzudzsák | Galgenwaard, Utrecht Toeschouwers: 23.000 Arbiter: Nijhuis |            |

| Datum/tijd            | Thuis   | Uitslag       | Uit                                                                 | Informatie |
| --------------------- | ------- | ------------- | ------------------------------------------------------------------- | ---------- |
| 17 oktober 2009 20:45 |         |               |                                                                     |            |
| PSV                   | 1 - 0   | SC Heerenveen | Philips Stadion, Eindhoven Toeschouwers: 33.000 Arbiter: Van Hulten |            |
| Lazović 81'           | (0 - 0) |               | Philips Stadion, Eindhoven Toeschouwers: 33.000 Arbiter: Van Hulten |            |

| Datum/tijd            | Thuis   | Uitslag                                             | Uit                                                         | Informatie |
| --------------------- | ------- | --------------------------------------------------- | ----------------------------------------------------------- | ---------- |
| 25 oktober 2009 16:30 |         |                                                     |                                                             |            |
| N.E.C.                | 0 - 4   | PSV                                                 | De Goffert, Nijmegen Toeschouwers: 12.500 Arbiter: Liesveld |            |
|                       | (0 - 2) | 1' Dzsudzsák 15' Reis 49' Bakkal 53' (pen.) Lazović | De Goffert, Nijmegen Toeschouwers: 12.500 Arbiter: Liesveld |            |

| Datum/tijd            | Thuis   | Uitslag | Uit                                                                   | Informatie |
| --------------------- | ------- | ------- | --------------------------------------------------------------------- | ---------- |
| 31 oktober 2009 19:45 |         |         |                                                                       |            |
| PSV                   | 1 - 0   | Vitesse | Philips Stadion, Eindhoven Toeschouwers: 33.000 Arbiter: De Bleeckere |            |
| Dzsudzsák 64'         | (0 - 0) |         | Philips Stadion, Eindhoven Toeschouwers: 33.000 Arbiter: De Bleeckere |            |

| Datum/tijd                               | Thuis   | Uitslag                             | Uit                                                                 | Informatie |
| ---------------------------------------- | ------- | ----------------------------------- | ------------------------------------------------------------------- | ---------- |
| 8 november 2009 14:30                    |         |                                     |                                                                     |            |
| ADO Den Haag                             | 1 - 5   | PSV                                 | ADO Den Haag Stadion, Den Haag Toeschouwers: 12.000 Arbiter: Luinge |            |
| Soltani 71' Van den Bergh 39' Immers 56' | (0 - 3) | 10' 14' 42' 73' Toivonen 50' Bakkal | ADO Den Haag Stadion, Den Haag Toeschouwers: 12.000 Arbiter: Luinge |            |

| Datum/tijd                                         | Thuis   | Uitslag          | Uit                                                             | Informatie |
| -------------------------------------------------- | ------- | ---------------- | --------------------------------------------------------------- | ---------- |
| 22 november 2009 16:30                             |         |                  |                                                                 |            |
| PSV                                                | 4 - 0   | Heracles Almelo  | Philips Stadion, Eindhoven Toeschouwers: 33.000 Arbiter: Bossen |            |
| Afellay 45' Dzsudzsák 50' Toivonen 62' Vuković 87' | (1 - 0) | 29' Pieckenhagen | Philips Stadion, Eindhoven Toeschouwers: 33.000 Arbiter: Bossen |            |

| Datum/tijd             | Thuis   | Uitslag                            | Uit                                                          | Informatie |
| ---------------------- | ------- | ---------------------------------- | ------------------------------------------------------------ | ---------- |
| 27 november 2009 20:45 |         |                                    |                                                              |            |
| Sparta Rotterdam       | 2 - 3   | PSV                                | Het Kasteel, Rotterdam Toeschouwers: 10.800 Arbiter: Kuipers |            |
| Poepon 29' 55'         | (1 - 1) | 13' Lazović 69' Reis 73' Dzsudzsák | Het Kasteel, Rotterdam Toeschouwers: 10.800 Arbiter: Kuipers |            |

| Datum/tijd            | Thuis   | Uitslag              | Uit                                                                 | Informatie |
| --------------------- | ------- | -------------------- | ------------------------------------------------------------------- | ---------- |
| 6 december 2009 14:30 |         |                      |                                                                     |            |
| RKC Waalwijk          | 0 - 2   | PSV                  | Mandemakers Stadion, Waalwijk Toeschouwers: 7.000 Arbiter: Liesveld |            |
|                       | (0 - 0) | 63' Reis 83' Lazović | Mandemakers Stadion, Waalwijk Toeschouwers: 7.000 Arbiter: Liesveld |            |

| Datum/tijd             | Thuis   | Uitslag              | Uit                                                           | Informatie |
| ---------------------- | ------- | -------------------- | ------------------------------------------------------------- | ---------- |
| 12 december 2009 20:45 |         |                      |                                                               |            |
| PSV                    | 1 - 0   | AZ                   | Philips Stadion, Eindhoven Toeschouwers: 34,000 Arbiter: Vink |            |
| Toivonen 86'           | (0 - 0) | 23', 71' El Hamdaoui | Philips Stadion, Eindhoven Toeschouwers: 34,000 Arbiter: Vink |            |

| Datum/tijd            | Thuis   | Uitslag          | Uit                                                                        | Informatie |
| --------------------- | ------- | ---------------- | -------------------------------------------------------------------------- | ---------- |
| 19 januari 2010 20:00 |         |                  |                                                                            |            |
| Roda JC               | 0 - 1   | PSV              | Parkstad Limburg Stadion, Kerkrade Toeschouwers: 16.400 Arbiter: Braamhaar |            |
|                       | (0 - 1) | 45+1' Koevermans | Parkstad Limburg Stadion, Kerkrade Toeschouwers: 16.400 Arbiter: Braamhaar |            |

| Datum/tijd                   | Thuis   | Uitslag | Uit                                                               | Informatie |
| ---------------------------- | ------- | ------- | ----------------------------------------------------------------- | ---------- |
| 22 januari 2010 20:45        |         |         |                                                                   |            |
| PSV                          | 3 - 0   | N.E.C.  | Philips Stadion, Eindhoven Toeschouwers: 32.800 Arbiter: Wegereef |            |
| Toivonen 23' 61' Amrabat 90' | (1 - 0) |         | Philips Stadion, Eindhoven Toeschouwers: 32.800 Arbiter: Wegereef |            |

| Datum/tijd            | Thuis   | Uitslag | Uit                                                    | Informatie |
| --------------------- | ------- | ------- | ------------------------------------------------------ | ---------- |
| 31 januari 2010 14:30 |         |         |                                                        |            |
| Vitesse               | 0 - 0   | PSV     | GelreDome, Arnhem Toeschouwers: 19.000 Arbiter: Bossen |            |
|                       | (0 - 0) |         | GelreDome, Arnhem Toeschouwers: 19.000 Arbiter: Bossen |            |

| Datum/tijd               | Thuis   | Uitslag             | Uit                                                                 | Informatie |
| ------------------------ | ------- | ------------------- | ------------------------------------------------------------------- | ---------- |
| 3 februari 2010 20:00    |         |                     |                                                                     |            |
| PSV                      | 2 - 1   | FC Utrecht          | Philips Stadion, Eindhoven Toeschouwers: 33.100 Arbiter: van Hulten |            |
| Toivonen 7' Engelaar 60' | (1 - 1) | 39' 25', 77' Keller | Philips Stadion, Eindhoven Toeschouwers: 33.100 Arbiter: van Hulten |            |

| Datum/tijd                 | Thuis   | Uitslag      | Uit                                                              | Informatie |
| -------------------------- | ------- | ------------ | ---------------------------------------------------------------- | ---------- |
| 6 februari 2010 18:45      |         |              |                                                                  |            |
| PSV                        | 2 - 0   | ADO Den Haag | Philips Stadion, Eindhoven Toeschouwers: 32.900 Arbiter: Verbist |            |
| Rodríguez 16' Toivonen 61' | (1 - 0) |              | Philips Stadion, Eindhoven Toeschouwers: 32.900 Arbiter: Verbist |            |

| Datum/tijd             | Thuis   | Uitslag      | Uit                                                            | Informatie |
| ---------------------- | ------- | ------------ | -------------------------------------------------------------- | ---------- |
| 14 februari 2010 14:30 |         |              |                                                                |            |
| Heracles Almelo        | 0 - 1   | PSV          | Polman Stadion, Almelo Toeschouwers: 8.455 Arbiter: van Boekel |            |
|                        | (0 - 0) | 58' Toivonen | Polman Stadion, Almelo Toeschouwers: 8.455 Arbiter: van Boekel |            |

| Datum/tijd             | Thuis   | Uitslag          | Uit                                                               | Informatie |
| ---------------------- | ------- | ---------------- | ----------------------------------------------------------------- | ---------- |
| 20 februari 2010 20:45 |         |                  |                                                                   |            |
| PSV                    | 1 - 1   | Sparta Rotterdam | Philips Stadion, Eindhoven Toeschouwers: 33.000 Arbiter: Liesveld |            |
| Bakkal 14'             | (1 - 0) | 90+3' Poepon     | Philips Stadion, Eindhoven Toeschouwers: 33.000 Arbiter: Liesveld |            |

| Datum/tijd                                                     | Thuis   | Uitslag      | Uit                                                               | Informatie |
| -------------------------------------------------------------- | ------- | ------------ | ----------------------------------------------------------------- | ---------- |
| 27 februari 2010 19:45                                         |         |              |                                                                   |            |
| PSV                                                            | 5 - 1   | RKC Waalwijk | Philips Stadion, Eindhoven Toeschouwers: 33.900 Arbiter: Wegereef |            |
| Dzsudzsák 6' (pen.) Afellay 19' Koevermans 22' 68' Amrabat 40' | (4 - 0) | 63' Benschop | Philips Stadion, Eindhoven Toeschouwers: 33.900 Arbiter: Wegereef |            |

| Datum/tijd              | Thuis   | Uitslag      | Uit                                                        | Informatie |
| ----------------------- | ------- | ------------ | ---------------------------------------------------------- | ---------- |
| 6 maart 2010 20:45      |         |              |                                                            |            |
| NAC Breda               | 2 - 1   | PSV          | Rat Verlegh, Breda Toeschouwers: 17.750 Arbiter: Braamhaar |            |
| Gorter 35' Schilder 72' | (1 - 1) | 18' Engelaar | Rat Verlegh, Breda Toeschouwers: 17.750 Arbiter: Braamhaar |            |

| Datum/tijd                                         | Thuis   | Uitslag       | Uit                                                           | Informatie |
| -------------------------------------------------- | ------- | ------------- | ------------------------------------------------------------- | ---------- |
| 14 maart 2010 16:30                                |         |               |                                                               |            |
| Ajax                                               | 4 - 1   | PSV           | Amsterdam Arena, Amsterdam Toeschouwers: 50.984 Arbiter: Blom |            |
| De Jong 28' Emanuelson 43' Pantelić 65' Suárez 90' | (2 - 0) | 82' Dzsudzsák | Amsterdam Arena, Amsterdam Toeschouwers: 50.984 Arbiter: Blom |            |

| Datum/tijd          | Thuis   | Uitslag   | Uit                                                           | Informatie |
| ------------------- | ------- | --------- | ------------------------------------------------------------- | ---------- |
| 20 maart 2010 19:45 |         |           |                                                               |            |
| PSV                 | 1 - 1   | FC Twente | Philips Stadion, Eindhoven Toeschouwers: 34.500 Arbiter: Vink |            |
| Koevermans 50'      | (0 - 0) | 73' Nkufo | Philips Stadion, Eindhoven Toeschouwers: 34.500 Arbiter: Vink |            |

| Datum/tijd              | Thuis   | Uitslag                                    | Uit                                                    | Informatie |
| ----------------------- | ------- | ------------------------------------------ | ------------------------------------------------------ | ---------- |
| 28 maart 2010 14:30     |         |                                            |                                                        |            |
| VVV-Venlo               | 2 - 4   | PSV                                        | De Koel, Venlo Toeschouwers: 7.500 Arbiter: van Sichem |            |
| Schaken 58' Boymans 78' | (0 - 2) | 5' 59' Bakkal 33' Dzsudzsák 53' Koevermans | De Koel, Venlo Toeschouwers: 7.500 Arbiter: van Sichem |            |

| Datum/tijd         | Thuis   | Uitslag              | Uit                                                                    | Informatie |
| ------------------ | ------- | -------------------- | ---------------------------------------------------------------------- | ---------- |
| 4 april 2010 14:30 |         |                      |                                                                        |            |
| Willem II          | 0 - 1   | PSV                  | Koning Willem II Stadion, Tilburg Toeschouwers: 13.500 Arbiter: Luinge |            |
|                    | (0 - 0) | 81' (pen.) Dzsudzsák | Koning Willem II Stadion, Tilburg Toeschouwers: 13.500 Arbiter: Luinge |            |

| Datum/tijd          | Thuis   | Uitslag   | Uit                                                           | Informatie |
| ------------------- | ------- | --------- | ------------------------------------------------------------- | ---------- |
| 11 april 2010 12:30 |         |           |                                                               |            |
| PSV                 | 0 - 0   | Feyenoord | Philips Stadion, Eindhoven Toeschouwers: 34.400 Arbiter: Blom |            |
|                     | (0 - 0) |           | Philips Stadion, Eindhoven Toeschouwers: 34.400 Arbiter: Blom |            |

| Datum/tijd                  | Thuis   | Uitslag                   | Uit                                                                      | Informatie |
| --------------------------- | ------- | ------------------------- | ------------------------------------------------------------------------ | ---------- |
| 14 april 2010 20:00         |         |                           |                                                                          |            |
| SC Heerenveen               | 2 - 2   | PSV                       | Abe Lenstra Stadion, Heerenveen Toeschouwers: 26.000 Arbiter: van Hulten |            |
| Sibon 51' Wojciechowski 66' | (0 - 0) | 49' Dzsudzsák 62' Manolev | Abe Lenstra Stadion, Heerenveen Toeschouwers: 26.000 Arbiter: van Hulten |            |

| Datum/tijd                   | Thuis   | Uitslag      | Uit                                                               | Informatie |
| ---------------------------- | ------- | ------------ | ----------------------------------------------------------------- | ---------- |
| 18 april 2010 14:30          |         |              |                                                                   |            |
| PSV                          | 3 - 1   | FC Groningen | Philips Stadion, Eindhoven Toeschouwers: 34,100 Arbiter: Makkelie |            |
| Labyad 25' 84' Dzsudzsák 48' | (1 - 1) | 3' Matavž    | Philips Stadion, Eindhoven Toeschouwers: 34,100 Arbiter: Makkelie |            |

| Datum/tijd             | Thuis   | Uitslag          | Uit                                                      | Informatie |
| ---------------------- | ------- | ---------------- | -------------------------------------------------------- | ---------- |
| 2 mei 2010 14:30       |         |                  |                                                          |            |
| AZ                     | 1 - 1   | PSV              | AZ Stadion, Alkmaar Toeschouwers: 16600 Arbiter: Nijhuis |            |
| Mounir El Hamdaoui 69' | (0 - 0) | Otman Bakkal 61' | AZ Stadion, Alkmaar Toeschouwers: 16600 Arbiter: Nijhuis |            |

### Europa League

#### Kwalificatie
| Datum/tijd         | Thuis   | Uitslag            | Uit                                                               | Informatie |
| ------------------ | ------- | ------------------ | ----------------------------------------------------------------- | ---------- |
| 30 juli 2009 20:45 |         |                    |                                                                   |            |
| PSV                | 1 - 0   | Tsjerno More Varna | Philips Stadion, Eindhoven Toeschouwers: 14.000 Arbiter: Baptista |            |
| Marcellis 90'      | (0 - 0) |                    | Philips Stadion, Eindhoven Toeschouwers: 14.000 Arbiter: Baptista |            |

| Datum/tijd            | Thuis   | Uitslag                         | Uit                                                          | Informatie |
| --------------------- | ------- | ------------------------------- | ------------------------------------------------------------ | ---------- |
| 6 augustus 2009 18:00 |         |                                 |                                                              |            |
| Tsjerno More Varna    | 0 - 1   | PSV                             | Lazur Stadion, Burgas Toeschouwers: 13.000 Arbiter: Kinhöfer |            |
|                       | (0 - 1) | 30' Coulibaly (e.d.) 44'Manolev | Lazur Stadion, Burgas Toeschouwers: 13.000 Arbiter: Kinhöfer |            |

| Datum/tijd             | Thuis   | Uitslag     | Uit                                                             | Informatie |
| ---------------------- | ------- | ----------- | --------------------------------------------------------------- | ---------- |
| 20 augustus 2009 18:30 |         |             |                                                                 |            |
| Bnei Jehoeda           | 0 - 1   | PSV         | Bloomfield Stadion, Jaffa Toeschouwers: 8.500 Arbiter: Eriksson |            |
|                        | (0 - 1) | 23' Afellay | Bloomfield Stadion, Jaffa Toeschouwers: 8.500 Arbiter: Eriksson |            |

| Datum/tijd             | Thuis   | Uitslag      | Uit                                                                      | Informatie |
| ---------------------- | ------- | ------------ | ------------------------------------------------------------------------ | ---------- |
| 27 augustus 2009 20:45 |         |              |                                                                          |            |
| PSV                    | 1 - 0   | Bnei Jehoeda | Philips Stadion, Eindhoven Toeschouwers: 11.000 Arbiter: Muñiz Fernández |            |
| Simons 35' (pen.)      | (1 - 0) |              | Philips Stadion, Eindhoven Toeschouwers: 11.000 Arbiter: Muñiz Fernández |            |

#### Groepsfase
| Datum/tijd              | Thuis   | Uitslag               | Uit                                                        | Informatie |
| ----------------------- | ------- | --------------------- | ---------------------------------------------------------- | ---------- |
| 17 september 2009 21:05 |         |                       |                                                            |            |
| Sparta Praag            | 2 - 2   | PSV                   | Toyota Arena, Praag Toeschouwers: 18.000 Arbiter: McDonald |            |
| Hubnik 76' Zeman 87'    | (0 - 0) | 80' 90+1' Reis (pen.) | Toyota Arena, Praag Toeschouwers: 18.000 Arbiter: McDonald |            |

| Datum/tijd           | Thuis   | Uitslag  | Uit                                                               | Informatie |
| -------------------- | ------- | -------- | ----------------------------------------------------------------- | ---------- |
| 1 oktober 2009 19:00 |         |          |                                                                   |            |
| PSV                  | 1 - 0   | CFR Cluj | Philips Stadion, Eindhoven Toeschouwers: 14.500 Arbiter: Skjerven |            |
| Bakkal 9'            | (1 - 0) |          | Philips Stadion, Eindhoven Toeschouwers: 14.500 Arbiter: Skjerven |            |

| Datum/tijd            | Thuis   | Uitslag       | Uit                                                            | Informatie |
| --------------------- | ------- | ------------- | -------------------------------------------------------------- | ---------- |
| 22 oktober 2009 19:00 |         |               |                                                                |            |
| PSV                   | 1 - 0   | FC Kopenhagen | Philips Stadion, Eindhoven Toeschouwers: 16.000 Arbiter: Kelly |            |
| Reis 72'              | (0 - 0) |               | Philips Stadion, Eindhoven Toeschouwers: 16.000 Arbiter: Kelly |            |

| Datum/tijd            | Thuis   | Uitslag       | Uit                                                     | Informatie |
| --------------------- | ------- | ------------- | ------------------------------------------------------- | ---------- |
| 5 november 2009 21:05 |         |               |                                                         |            |
| FC Kopenhagen         | 1 - 1   | PSV           | Parken, Kopenhagen Toeschouwers: 21,605 Arbiter: Hriňák |            |
| Grønkjær 39' (pen.)   | (1 - 0) | 72' Dzsudzsák | Parken, Kopenhagen Toeschouwers: 21,605 Arbiter: Hriňák |            |

| Datum/tijd            | Thuis   | Uitslag      | Uit                                                                 | Informatie |
| --------------------- | ------- | ------------ | ------------------------------------------------------------------- | ---------- |
| 3 december 2009 19:00 |         |              |                                                                     |            |
| PSV                   | 1 - 0   | Sparta Praag | Philips Stadion, Eindhoven Toeschouwers: 26.000 Arbiter: Ingvarsson |            |
| Repka 90' (e.d.)      | (0 - 0) |              | Philips Stadion, Eindhoven Toeschouwers: 26.000 Arbiter: Ingvarsson |            |

| Datum/tijd             | Thuis   | Uitslag                        | Uit                                                                        | Informatie |
| ---------------------- | ------- | ------------------------------ | -------------------------------------------------------------------------- | ---------- |
| 16 december 2009 21:05 |         |                                |                                                                            |            |
| CFR Cluj               | 0 - 2   | PSV                            | Dr. Constantin Rădulescu, Cluj-Napoca Toeschouwers: 2.000 Arbiter: Ennjimi |            |
|                        | (0 - 1) | 19' (pen.) Lazović 68' Amrabat | Dr. Constantin Rădulescu, Cluj-Napoca Toeschouwers: 2.000 Arbiter: Ennjimi |            |

#### Tweede ronde
| Datum/tijd             | Thuis   | Uitslag | Uit                                                                 | Informatie |
| ---------------------- | ------- | ------- | ------------------------------------------------------------------- | ---------- |
| 18 februari 2010 21:05 |         |         |                                                                     |            |
| Hamburger SV           | 1 - 0   | PSV     | HSH Nordbank Arena, Hamburg Toeschouwers: 35.672 Arbiter: Circhetta |            |
| Jansen 27' (pen.)      | (1 - 0) |         | HSH Nordbank Arena, Hamburg Toeschouwers: 35.672 Arbiter: Circhetta |            |

| Datum/tijd                               | Thuis   | Uitslag                          | Uit                                                           | Informatie |
| ---------------------------------------- | ------- | -------------------------------- | ------------------------------------------------------------- | ---------- |
| 25 februari 2010                         |         |                                  |                                                               |            |
| PSV                                      | 3- 2    | Hamburger SV                     | Philips Stadion, Eindhoven Toeschouwers: 30.500 Arbiter: Dean |            |
| Toivonen 2' Dzsudzsák 43' Koevermans 90' | (2 - 0) | Petrić 46' Trochowski 79' (pen.) | Philips Stadion, Eindhoven Toeschouwers: 30.500 Arbiter: Dean |            |

### KNVB beker
| Datum/tijd                       | Thuis   | Uitslag       | Uit                                                                 | Informatie |
| -------------------------------- | ------- | ------------- | ------------------------------------------------------------------- | ---------- |
| 23 september 2009 2e ronde 20:45 |         |               |                                                                     |            |
| PSV                              | 2 - 1   | De Graafschap | Philips Stadion, Eindhoven Toeschouwers: 10.000 Arbiter: Van Meenen |            |
| Koevermans 26' Afellay 54'       | (1 - 0) | 49' Bargas    | Philips Stadion, Eindhoven Toeschouwers: 10.000 Arbiter: Van Meenen |            |

| Datum/tijd                     | Thuis   | Uitslag              | Uit                                                                   | Informatie |
| ------------------------------ | ------- | -------------------- | --------------------------------------------------------------------- | ---------- |
| 28 oktober 2009 20:45 3e ronde |         |                      |                                                                       |            |
| Roda JC                        | 0 - 2   | PSV                  | Parkstad Limburg Stadion, Kerkrade Toeschouwers: 10.700 Arbiter: Vink |            |
|                                | (0 - 1) | 32' Manolev 78' Reis | Parkstad Limburg Stadion, Kerkrade Toeschouwers: 10.700 Arbiter: Vink |            |

| Datum/tijd                           | Thuis   | Uitslag                                 | Uit                                                       | Informatie |
| ------------------------------------ | ------- | --------------------------------------- | --------------------------------------------------------- | ---------- |
| 16 januari 2010 19:45 Achtste finale |         |                                         |                                                           |            |
| sc Heerenveen                        | 1 - 3   | PSV                                     | Abe Lenstra Stadion Toeschouwers: 25.000 Arbiter: Nijhuis |            |
| Sibon 80'                            | (0 - 1) | 26' Dzsudzsák 66' Lazović 90+2' Amrabat | Abe Lenstra Stadion Toeschouwers: 25.000 Arbiter: Nijhuis |            |

| Datum/tijd                        | Thuis   | Uitslag                               | Uit                                                | Informatie |
| --------------------------------- | ------- | ------------------------------------- | -------------------------------------------------- | ---------- |
| 27 januari 2009 20:45 Kwartfinale |         |                                       |                                                    |            |
| PSV                               | 0 - 3   | Feyenoord                             | Philips Stadion Toeschouwers: 22.000 Arbiter: Blom |            |
|                                   | (0 - 2) | 20' 87' El Ahmadi 34' van Bronckhorst | Philips Stadion Toeschouwers: 22.000 Arbiter: Blom |            |

ADO Den Haag ·
Ajax ·
AZ ·
Feyenoord ·
FC Groningen ·
sc Heerenveen ·
Heracles Almelo ·
NAC Breda ·
N.E.C. ·
PSV ·
Roda JC ·
RKC Waalwijk ·
Sparta Rotterdam ·
FC Twente ·
FC Utrecht ·
Vitesse ·
VVV-Venlo ·
Willem II